# Arenaria taiwanensis
Arenaria taiwanensis är en nejlikväxtart som beskrevs av Shao Shun Ying. Arenaria taiwanensis ingår i släktet narvar, och familjen nejlikväxter. Inga underarter finns listade i Catalogue of Life.